# Josiah Gorgas
Josiah Gorgas (1818–1883) – amerykański wojskowy, jeden z niewielu urodzonych na północy USA ludzi, którzy dołączyli do Konfederacji. Mimo unijnej blokady portów Południa udało mu się zaopatrywać armie konfederatów w broń i amunicję. Podczas wojny pisał pamiętniki, będące dziś doskonałymi materiałami historycznymi.

## Życiorys
Gorgas urodził się w hr. Dauphin w Pensylwanii. Ukończył akademię wojskową w West Point w 1841 r., po czym został przydzielony do Departamentu Uzbrojenia. Służył podczas wojny amerykańsko-meksykańskiej i został awansowany na kapitana w 1855 r. Przed wybuchem wojny secesyjnej Gorgas służył w różnych arsenałach; był dowódcą Frankford Arsenal, gdy zrezygnował ze służby dla armii federalnej.

### Wojna secesyjna
Na stronę Południa przeszedł za namową żony, z którą przeniósł się do Richmond i został szefem uzbrojenia. Do jego zadań należało utworzenie służby zaopatrzeniowej, praktycznie od zera. Południe nie miało odlewni, poza Tredegar Iron Works, zakładów rusznikarskich, poza niewielkimi arsenałami w Richmond i Fayetteville oraz przejętymi maszynami z federalnej fabryki w Harpers Ferry. Gorgas poszukiwał alternatywnych źródłem saletry; do największych jego dzieł należy wielki młyn prochowy w Auguście w Georgii, który pod nadzorem George’a W. Rainsa rozpoczął produkcję w 1862 r. Wysłał Caleba Huse’a do Europy, aby zakupił co się da jeśli chodzi o broń i amunicję. Uzbrojenie i inne materiały wysłane przez Huse’a poprzez blokadę były kluczowe dla przetrwania Konfederacji przez pierwszy rok wojny. Dzięki staraniom jego oraz innych oficerów służby uzbrojenia, armiom Konfederacji nigdy nie brakowało amunicji i broni. Utworzył Biuro Kopalni i Nitrokalitu kierowane przez Isaaca M. St. Johna, który odkrył w południowych Appalachach wapienne jaskinie zawierające saletrę. 
28 lipca 1863 roku, Josiah Gorgas, po bitwie pod Gettysburgiem napisał w dzienniku wpisu:

Wydarzenia następują jedno po drugim z katastrofalną prędkością. Zaledwie miesiąc temu byliśmy najwyraźniej u szczytu sukcesów. Lee był w Pensylwanii, zagrażał Harrisburgowi, a nawet Filadelfii. Vicksburg najwyraźniej śmiał się ze wszystkich prób Granta mających zmusić go do uległości… Port Hudson obronił się przed siłami Banksa… Teraz obraz jest równie ponury jak niedawno był jasny… Wygląda na niemożliwe, że ludzka moc może wywołać takie zmiany w tak krótkim czasie. Wczoraj byliśmy na fali sukcesu – dzisiaj naszym udziałem jest całkowita ruina. Konfederacja rozpada się na strzępy

10 listopada 1864, Gorgas został awansowany na generała brygady. Po porażce Konfederatów w bitwie pod Nashville pisał w pamiętniku: „Najczarniejszy i najbardziej ponury dzień... kryzys, jakiego wcześniej nie doświadczyliśmy”, „Gdzie to wszystko się skończy? Nie ma pieniędzy w Skarbie – nie ma żywności dla generała Lee – nie ma żołnierzy, którzy mogą stawić czoła Shermanowi... czy nasza sprawa rzeczywiście jest beznadziejna? Czy ma zostać przegrana i porzucona w taki sposób?... Siedzimy z żoną i rozmawiamy o wyjeździe do Meksyku, aby tam dożyć naszych dni”.

### Po wojnie
Gorgas zaakceptował stanowisko w nowo utworzonym University of the South w Sewanee. W 1878 został wybrany prezydentem University of Alabama i zamieszkał w domu, który dziś nosi jego nazwisko. Po śmierci w 1883, jego żona, Amelia przejęła stanowisko głównej bibliotekarki, a w uznaniu jej zasług, budynek głównej biblioteki został ochrzczony jej imieniem.

### Życie prywatne
W 1853 r. ożenił się z Amelią Gayle, córką byłego gubernatora Alabamy, Johna Gayla. Ich pierwszy syn, William Gorgas został naczelnym chirurgiem armii USA. 